# Güzide Duran
Güzide Duran Aksoy (* 1980 oder 1981 in Mersin) ist eine türkische Schauspielerin und Model.

## Leben und Karriere
Duran wurde in Mersin geboren. Sie wurde 1996 beim Wettbewerb „Best Model of Turkey“ zur Siegerin gekürt. Ihre Schulausbildung absolvierte sie größtenteils in Mersin, später arbeitete sie als Model in Istanbul und New York. Parallel begann sie ein Studium der Innenarchitektur in den USA.
Ihr Debüt gab sie 2001 in der Fernsehserie 90-60-90. Anschließend war sie in den Film Kurşun Asker zu sehen. Im selben Jahr trst sie in der Serie Yeşil Işık auf. Nach ihrer Heirat mit dem Geschäftsmann Adnan Aksoy zog sie sich 2008 aus der Öffentlichkeit zurück. Das Paar hat zwei Kinder.

## Filmografie
- 2001: 90-60-90
- 2002: Kurşun Asker
- 2002: Yeşil Işık